# Железняков (эсминец)
«Корфу», с января 1919 года «Иван Выговский», с 5 февраля 1925 года «Петровский», с 25 июня 1939 года «Железняков», с 8 апреля 1953 года ПКЗ-62 — эскадренный миноносец типа «Фидониси», являвшимся подтипом эскадренных миноносцев типа «Новик». Носил тактический номер 21.

## История

### История строительства
Зачислен в списке судов Черноморского флота 2 июля 1915 года. Обработка металла для эсминца была начата в корпусном цехе завода Руссуд в Николаеве 23 июня 1915. Заложен на стапеле 23 мая 1916 года, спущен на воду 10 октября 1917 года. 17 марта 1918 года корабль в недостроенном состоянии (готовность по корпусу составляла 100 %, а по механизмам — была неполной) был захвачен германскими войсками, позднее переходил в собственность войск Украины, Красной Армии и ВСЮР, но в этот период не достраивался. Фактическая достройка корабля началась в ноябре 1923 года, к концу 1924 года она была завершена.
5 февраля 1925 года «Корфу» получил новое название — «Петровский», 10 марта эсминец был предъявлен к заводским испытаниям, а с 25 апреля — к официальным. В ходе испытаний была выявлена ненадёжность дополнительно установленного 37-мм зенитного автомата системы Максима, после первых 3 выстрелов дававшего сплошные осечки (заменён в конце 1920-х годов на вторую пушку Лендера). После осмотра механизмов и устранения дефектов с контрольным выходом в море 10 июня 1925 года на корабле был поднят советский военно-морской флаг, после чего «Петровский» был зачислен в состав Морских сил Чёрного моря.

### История службы
В сентябре — октябре 1925 года эсминец «Петровский» нанёс визит в Стамбул (Турция) и Неаполь (Италия), в сентябре 1928 года — повторный визит в Стамбул. С 5 сентября 1930 по 7 июля 1932 года эскадренный миноносец находился в капитальном ремонте, в ходе которого на корабль были установлены главные и вспомогательные механизмы эсминца «Гаджибей». В октябре-ноябре 1933 года «Петровский» посетил с визитами порты Стамбул, Пирей и Мессину. 25 июня 1939 года корабль сменил старое название на «Железняков» (в честь героя Гражданской войны Анатолия Григорьевича Железнякова).
К началу Великой Отечественной войны эскадренный миноносец входил в состав 1-го дивизиона эсминцев и находился в среднем ремонте на Севморзаводе (январь-октябрь 1941).
В составе отряда кораблей огневой поддержки «Железняков» участвовал в обороне Одессы; с начала ноября — в обороне Севастополя. В середине декабря эсминец «Железняков» был передислоцирован в Новороссийск. В ходе Керченско-Феодосийской десантной операции эсминец 28-29 декабря участвовал в высадке десанта в порт Феодосии, где под шквальным огнём врага и ведя непрерывный ответный огонь по огневым точкам на берегу вошёл в гавань и высадил на мол находившийся на борту отряд десанта — 287 бойцов. При швартовке под огнём корабль повредил себе форштевень, а в корректировочный пост корабля попал немецкий снаряд, весь расчёт поста (7 краснофлотцев) погиб. 25 января 1942 года «Железняков» участвовал в высадке десанта в Судаке, а с 3 по 4 февраля 1942 года принимал участие в высадке десанта в Евпаторию.
После того, как советские войска оставили Севастополь «Железняков» принимал участие в обороне кавказского побережья. 4 февраля 1943 года участвовал в высадке десанта в районе Станичка-Южная Озерейка. Оборонял Кавказ, принимал участие в обстрелах Анапы. 5 ноября 1944 года в составе эскадры Черноморского флота вернулся в Севастополь.

### В составе Болгарского флота
18 декабря 1947 года корабль был передан Советским Союзом ВМФ Болгарии после визита премьер-министра Георгия Димитрова в Москву. Корабль использовался в качестве школы для подготовки кадров для быстрорастущего флота и изредка для патрульной службы. Первым командиром капитан II ранга Христо Кукенски. В связи с использованием низкокачественного топлива в апреле 1948 года на корабле начался пожар. «Железняков» был отбуксирован в Варну, где произвели ремонт. Так как постепенно подводная часть корабля зарастала и учитывая малоквалифицированную эксплуатацию болгарским экипажем, максимальная скорость корабля упала до 15 узлов. Эсминец был вынужден проходить доковый ремонт в Севастополе, после чего продолжил службу в болгарских ВМС.
15 сентября 1949 года корабль был исключён из списков судов Болгарского ВМФ и после возвращения в состав ВМФ СССР был отправлен для ремонта котлов в Севастополь. 8 апреля 1953 года эскадренный миноносец был выведен из боевого состава, разоружён и переформирован в плавказарму ПКЗ-62. 10 июля 1956 года ПКЗ-62 был исключён из списка судов ВМФ и 27 июля расформирован в связи с передачей ОФТИ для демонтажа для реализации. Разделан на металл в 1957 году в Поти на базе Главвторчермета.

## Награды
- 8 июля 1945 года —  Орден Красного Знамени - награжден указом Президиума Верховного Совета СССР от 8 июля 1945 года за образцовое выполнение боевых заданий командования на фронте борьбы с немецко-фашистскими захватчиками и проявленные при этом доблесть и мужество.

## Командиры
- Исаков И. С. (ноябрь 1924 — сентябрь 1925 года);
- Собецкий Н. С. (с сентября 1925 года);
- Шиконов К. В. (1933 год);
- Владимирский Л. А. (апрель 1935 — октябрь 1936 года)[8];
- Сухиашвили К. Д. (1937 год);
- капитан 3 ранга Л. К. Бекренёв с 1938 года
- капитан 3-го ранга Бобровников П. А.[9]
- капитан-лейтенант Шишканов В. С. (22 июня 1941 — октябрь 1942 года);
- капитан 3 ранга Чверткин И. А. (октябрь 1942 — апрель 1944 года);
- капитан 3 ранга Кокка Г. П. (по 9 мая 1945 года включительно)[5];
- капитан 3 ранга Решетов С. Н. (апрель 1952 — апрель 1953)

## Известные люди служившие на эсминце
- Гущин, Алексей Матвеевич